# 사랑에 목숨 걸고
"사랑에 목숨 걸고"는 1970년 공개된 대한민국의 영화이다.

## 배역
- 장동휘
- 문희
- 백영민
- 전영주